# Skaryszew (gmina)
Skaryszew (do 1870 gmina Bogusławice, daw. gmina Skaryszów) – gmina miejsko-wiejska w województwie mazowieckim, w powiecie radomskim. W latach 1975–1998 gmina położona była w województwie radomskim.
Siedziba gminy to Skaryszew.
Według danych z 30 czerwca 2004 gminę zamieszkiwało 13 159 osób. Natomiast według danych z 31 grudnia 2019 roku gminę zamieszkiwały 14 782 osoby.

## Struktura powierzchni
Według danych z roku 2002 gmina Skaryszew ma obszar 171,41 km², w tym:
- użytki rolne: 77%
- użytki leśne: 17%

Gmina stanowi 11,21% powierzchni powiatu.

## Demografia

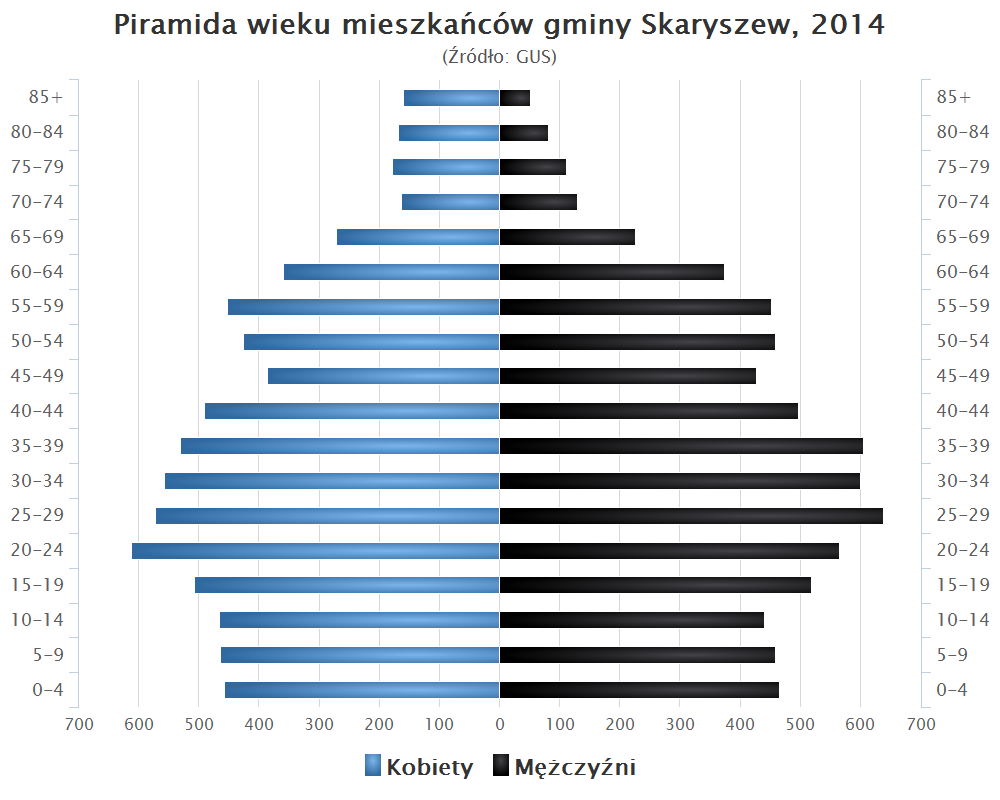
Piramida wieku mieszkańców gminy Skaryszew w 2014 roku

Dane z 30 czerwca 2004:
| Opis                              | Ogółem | Ogółem | Kobiety | Kobiety | Mężczyźni | Mężczyźni |
| --------------------------------- | ------ | ------ | ------- | ------- | --------- | --------- |
| jednostka                         | osób   | %      | osób    | %       | osób      | %         |
| populacja                         | 13 159 | 100    | 6604    | 50,2    | 6555      | 49,8      |
| gęstość zaludnienia (mieszk./km²) | 76,8   | 76,8   | 38,5    | 38,5    | 38,2      | 38,2      |

## Sołectwa
Anielin, Antoniów, Bogusławice, Bujak, Chomentów-Puszcz, Chomentów-Socha, Chomentów-Szczygieł, Dzierzkówek Nowy, Dzierzkówek Stary, Edwardów, Gębarzów, Gębarzów-Kolonia, Grabina, Huta Skaryszewska, Janów, Kazimierówka, Kłonowiec-Koracz, Kłonowiec-Kurek, Kobylany, Makowiec, Maków, Maków Nowy, Miasteczko, Modrzejowice, Niwa Odechowska, Odechowiec, Odechów, Podsuliszka, Sołtyków, Tomaszów, Wilczna, Wólka Twarogowa, Wymysłów, Zalesie.

## Sąsiednie gminy
Gózd, Iłża, Kazanów, Kowala, Radom, Tczów, Wierzbica